# Koželuhova dcera aneb Kadetka
Koželuhova dcera aneb Kadetka (v německém originále Die Lederers Tochter oder Der weibliche Kadet) je komická opera (singspiel) o dvou jednáních českého skladatele Františka Josefa (Benedikta) Dusíka na libreto Josepha Antona Haselbecka. Její premiéru uvedla v roce 1800 divadelní společnost Georga Schantrocha ve Stavovském divadle v Lublani.

## Vznik, charakteristika a historie
František Josef Dusík působil od roku 1790 jako vojenský kapelník a katedrální varhaník v Lublani, jsou však četné doklady o jeho styku s místním Stavovským divadlem. V něm vystupovaly různé divadelní společnosti, přičemž orchestr divadla byl pravidelně posilován hudebníky z vojenské kapely. V sezóně 1796/1797 to byla společnost Konstantina (von) Paraskowitze, pro niž napsal Dusík svou první doloženou operu Sultán Wampum; v sezóně 1797/1798 provoz divadla zajišťovala divadelní společnost Johanna Georga Denglera, která uvedla příležitostný kus Evžen Druhý aneb Hrdina našeho věku s Dusíkovou hudbou.
V únoru roku 1798 se dosud v Lublani působící Denglerova společnost rozpadla a jeden z jejích členů, Georg Schantroch (po 1850–1819), obratem sestavil společnost novou. S Dusíkem uzavřel smlouvu, podle které se skladatel měl stát kapelníkem, doprovázečem a tenoristou v Schantrochově společnosti na dva roky. Tato smlouva ovšem byla v kolizi s Dusíkovým zaměstnáním u lublaňské katedrály – problémem nebyl ani tak samotný přivýdělek, který byl vzhledem k nízkému platu varhaníka nutný, jako skutečnost, že divadelní společnost hrála i mimo Lublaň, což znamenalo Dusíkovu častou a dlouhodobou nepřítomnost. Dusík se snažil obě místa udržet, ale pravděpodobně počátkem roku 1799 byl donucen místo katedrálního varhaníka opustit a v následujících letech pracoval jen u Schantrochovy společnosti.
Smlouva se Schantrochem obsahovala ustanovení, podle kterého mu měl Dusík napsat jednu operu každé tři měsíce. Není jasné, nakolik Dusík této povinnosti dostál. Schantrochova společnost v červnu 1798 Lublaň opustila a hrála v Terstu, Gorici a Celovci, v zimním období se vrátila do Lublaně a hostovala zde i v následujících dvou letech. Právě z lublaňské sezóny 1799/1800 se zachoval jediný doklad Dusíkovy tvorby pro tuto Schantrochovu společnost, libreto komické opery v německém jazyce Koželuhova dcera aneb Kadetka, vydané v Lublani roku 1800.
Autor libreta, Joseph Anton Haselbeck, není blíže znám; ví se, že v letech 1793–94 napsal dvě libreta pro Johanna Georga Lickla hraná v Divadle na Vídeňce, a je pravděpodobně totožný s hercem Haselbeckem, který hrál v Schantrochově společnosti komické postavy. Jeho libreto je značně spletité a dramaticky chabě stavěné, má však řadu dobře charakterizovaných postav a vyznačuje se poměrnou přímostí v popisu vztahů mezi pohlavími a volností mravů. Vzorem pro děj byla zjevně Figarova svatba. Zajímavé je, že ve scéně, kdy se titulní hrdinka vydává před svým údajným strýcem za mladého kadeta, je použito několik českých slov a vět, přičemž libreto obsahuje poznámku, že „vše, co v tomto textu říká Sophie česky, může být na kterémkoli divadle přeloženo do jazyka v zemi obvyklého“; slovinský muzikolog Matjaž Barbo se dohaduje, že by to mohl být náznak toho, že se mohla v Lublani použít slovinština – byla by to první zaznamenaná slovinská slova na profesionální hudební scéně.
I když o uvedení Koželuhovy dcery nejsou jinak zmínky, tištěné libreto výslovně potvrzuje, že opera byla uvedena, a to poprvé právě v Lublani, a že Dusík byl v té době dosud kapelníkem Schantrochovy společnosti. Hudba této opery se nedochovala, je však zřejmé, že se nejednalo o pouhou hru se zpěvy, jako byl Evžen Druhý a do jisté míry i Sultán Wampum. Vedle sólových písní obsahuje její libreto řadu ansámblů a zejména velmi rozsáhlá finále s účastí mnoha osob, rychlým střídáním replik, změnami nálad, scény i veršového rozměru, což předpokládá i odpovídající propracovanost hudebního ztvárnění. Odtud vedla Dusíkova cesta italské opeře buffě, které se věnoval po zbytek své kariéry.

## Postavy
- Baron Rosenthal / Wehrfels
- Baronka, jeho choť
- Hejtman ve výslužbě von Hocheck, barončin otec
- Kadet von Hocheck, hejtmanův synovec
- Kneipp, ševcovský cechmistr
- Brigitta, jeho choť
- Suschen, jejich dcera
- Fritz, jejich syn, úředník
- Bürger, bohatý koželuh
- Sophie, jeho dcera
- Pan von Papillion
- Pfriem, chudý příštipkář
- Judith, jeho choť
- Andres, Seppel, Franzel, Peterl, jejich děti
- Friedrich, komorník
- Maxel, Hannsel, Christoph, Kneippovi tovaryši
- Kasper, podomek u koželuha
- Dva nosiči[5]

## Děj opery

### 1. dějství
(1. obraz – Místnost s dílnou v domě ševcovského cechmistra Kneippa) Kneipp a jeho tři tovaryši šijí boty a oslavují ševcovské povolání; mistrova žena Brigitta a jejich dcera Suschen předou a opěvují ženské domácí ctnosti (introdukce Wenn auf der Welt kein Schuster wär). Brzy však tato selanka skončí, když přijde řeč na problémy. Kneipp dosud nezkousl, že se jeho syn zvrhnul a místo ctihodného otcovského řemesla vystudoval práva. Tím méně se mu líbí, že jeho dcera – s matčiným dychtivým souhlasem – udržuje známost s mladým kadetem von Hocheckem namísto s nějakým řádným řemeslníkem. Obě ženy si však z jeho námitek nic nedělají a jdou na procházku. Tovaryši si mistra dobírají, že je pod pantoflem, ale Kneipp rád přenechává rozhodování své choti výměnou za domácí klid (árie Wenn Weiberl das Commando führt). Jen se mistr vzdálí, zanechávají tovaryši práce a pílí do krčmy.
(2. obraz – Nuzná místnost příštipkáře Pfriema) Pfriemova žena Judith s pomocí snáře a kabaly hádá čísla na vsazení do loterie. Cítí, že dnes určitě vyhraje, a už si představuje svůj život po zbohatnutí (árie Würd ich reich, und hätte Geld). Manžel se její vášni vysmívá, ale s jejich chudobou také nic nenadělá. Ohlašuje se Friedrich, komorník barona Wehrfelse. Jako záminku nese holínky na podražení, ve skutečnosti však pro svého pána vyzvídá informace o Pfriemově sousedu, bohatém koželuhovi Bürgerovi, a zejména jeho neteři Sophii, jež sem nedávno přibyla z Prahy po smrti svého otce. Současně se však Friedrichovi zalíbí Judith a doby, kdy se Pfriem věnuje holínkám, chce využít k jejímu svedení. Příštipkář se dovtípí Friedrichových záměrů a na odchodu pěje ironickou chválu své ženy (árie Mein Judith ist ein rares Weib). Friedrich má úspěch jak ve vyzvídání, tak ve svádění. Aby nepřišla o čest příliš brzo, předstírá Judith po komorníkově vyznání lásky mdlobu. Avšak scénu už nějakou dobu pozoroval její manžel. Pfriem vstoupí, Friedrich před ním prchne a příštipkář svou choť „křísí“ vědrem vody, což vede k temperamentní manželské hádce (duet Tyrann! Mußt du so wüthen?) 
(3. obraz – Pokoj v baronově domě) Mladá baronka si u stolu stýská; od svatby uplynulo jen jedenáct měsíců a její manžel už je zamilován do jiné a ji zanedbává (árie Hartes Schicksal! soll ich nie). Přijel barončin otec, hejtman ve výslužbě von Hocheck, ke kterému se dostaly pověsti o rozpadu dceřina manželství. Vyzvídá od ní, jak se věci mají, ale nejvíce se rozzlobí, když se od komorníka Friedricha dozví, že dcera a zeť mají oddělené ložnice: takto se nedočká vytoužených vnoučat (árie Und möcht es auch wie immer gehn).
(4. obraz – Ulice) Kaspar, koželuhův podomek, nese domů ranec kožek. Odchytí ho Friedrich, který se neodvažuje u koželuha – a tím méně u příštipkáře Pfriema – objevit, a proto Kaspara pověří, aby do těchto dvou domů doručil dva dopisy. Kaspar je ale negramotný a plete si levou ruku s pravou, takže dopisy doručí naopak. Přesto je spokojen a zpívá si o důležitosti své profese podomka (árie Ein Hausknecht ist kein' Kleinigkeit).
(5. obraz – Barončin pokoj) Baronka si dala pozvat Sophii; je sice rozmrzelá z manželovy nevěry, ale samotná dívka má dobrou pověst. Její oddaný ctitel, vždy módu sledující pan Papillion, baronce přináší klepy ze sousedství a ujištění o svém zájmu pro případ, že by chtěla opustit manžela. Baronka mu co nejdříve unikne a ani Papillionův rozhovor s hejtmanem nedopadne dobře, přestože se mu Papillion představuje jako brzký nový zeť. Hejtman Papilliona urazí a ten ho ihned vyzve na souboj – z něhož však stejně rychle vycouvá (duet Sie müssen ohne weitern Fragen).
Hluk přivolá barona. Ten následně přemítá o tom, jak ho iritují jeho žena i tchán a jak miluje Sophii, o niž se uchází v přestrojení (árie Jedes Lüftchen säuselt Liebe). Friedrich mu přivádí příštipkáře Pfriema. Ten nerozumí, co by po něm pán mohl chtít, ale ten mu nabízí zlaťák a vyptává se na Sophii. Pfriem mu prozrazuje, že Sophie je zamilována do úředníka Fritze, Kneippova syna, ale její strýc a poručník tomuto styku nepřeje, protože ji chce provdat za jakéhosi mohovitého Arména. Pfriem proto Sophii a Fritzovi k jejich tajným dostaveníčkům propůjčuje svou ševcovskou boudu. Baron tvrdí, že by s pannou Sophií rád nepozorovaně promluvil, a Pfriem nalézá řešení: dnes večer má k němu za stejným cílem přijít už jeden pán v přestrojení za ševcovského tovaryše, ať baron učiní totéž.
Na odchodu však Pfriema zastaví baronka a hejtman a pod pohrůžkou násilí z něj dostanou, na čem se právě s baronem smluvil. Baronka a její otec si stěžují na mužskou proradnost a Pfriem jim pro jistotu přizvukuje (tercet Wahrlich, Männer sind wie Geyer).
(6. obraz – Místnost u koželuha Bürgera) Sophie doma přemítá, proč ji k sobě baronka zve, očekává svého milého Fritze a myslí na svého druhého nápadníka, Arména, kterého si oškliví kvůli jeho vousu. Fritz přichází a sděluje Sophii radostnou zprávu, že získal místo ve veřejné službě s platem 700 zlatých, a je tedy schopen živit rodinu. Sophie ho žertem přijímá do své služby (duet Ich mache zum Beamten dich).
(7. obraz – Barončin pokoj) Hejtman konfrontuje barona ohledně situace své dcery. Na barona však tchánovy argumenty a hrozby neudělají žádný dojem, a když se hejtman rozohní, hodlá ho baron vykázat z domu. Tentokrát je to hejtman, kdo se chce bít, ale baron náhle a elegantně za sebe do souboje postrčí Papilliona, jenž naslouchal za dveřmi. Vyděšený Papillion se brání jen slovně a nepříliš účinně. Tu se objeví Sophie v kadetském stejnokroji, hejtmana hladce odzbrojí a oba muže vyžene.
(8. obraz – Krátká ulice) Pfriem se vrací od barona a narazí na svou ženu. Judith dostala dopis od amanta zvoucí ji na schůzku a nyní ho hledá. Pfriem si slibuje, že jí vyčiní. Po ulici se procházejí i Kneippovic paní Brigitta a Suschen s jejím nápadníkem kadetem – a vedle toho mistr Kneipp v doprovodu svých tovaryšů. Stejnou ulicí utíká Sophie před svým nežádoucím arménským nápadníkem (což je baron v přestrojení). Narazí na Pfriema a ten bezelstně Sophii nabízí k milostnému dostaveníčku opět azyl ve své kůlně. Kneipp a tovaryši se na něj vrhnou a obviňují ho z kuplířství. Do toho nosiči přinášejí baronku v nosítkách a musí zastavit, když ji začne obtěžovat Papillion. Všichni přispěchají a nedorozumění střídá nedorozumění. V nastalém zmatku Pfriem využije svůj dukát a nechává se odnést v bezpečí domů – jenže ostatní jsou mu brzy v patách (finále 1. část Es labet mich der schönste Abend ... Fort Gesellen ohne Weilen ... Welch Getöse, welch ein Lärmen).
(9. obraz – Velké a otevřené prostranství s Pfriemovým domem) Judith čeká v okně na výsledek loterie. Když vidí Pfiema přinášet v nosítkách, vyloží si to jako splnění své naděje, jásá a jme se vyhazovat jejich skrovný nábytek z okna na ulici. Pfriema mezitím dostihli jeho pronásledovatelé a dávají mu co proto. Zachrání ho jen to, že začíná bouřka a všichni spěchají domů (finále 2. část Wo bleibt mein Mann … Lassen sie nach Haus uns eilen … Welch ein Blitzen! weilch ein Krachen!)

### 2. dějství
(1. obraz – Kneippova místnost) Suschen dodává svému bratrovi odvahy do jednání o Sophiinu ruku, zato on jejímu románku valnou naději nedává. Suschen si je ale kadetovými počestnými úmysly jista, přestože mu je jen čtrnáct let (árie Wir Mädchen brauchen all das nicht). Fritz považuje svou sestru za bláhovou a začíná pochybovat o Sophii, která před ním má tajnosti. Kaspar mu však přinese vzkaz od Sophie,že otec je pryč a ona je sama doma, a Fritz nadšeně spěchá za ní (árie Nun eil ich mit freudigem Herze). Suschen dává Kasparovi spropitné a přitom se dovtípí, že je do ní podomek zamilován. Předstírá, že jeho lásku opětuje. Kaspar se už těší na jejich svatbu (duet Suserl, laß uns lustig seyn).
Zato Kneipp konečně otevřel dopis, který jim Kaspar omylem přinesl; je to dopis kadeta adresovaný Judith Pfriemové s nabídkou šesti zlatek za to, že jemu a Suschen propůjčí pokoj k milostným schůzkám. Kneipp je pochopitelně rozezlen, avšak jeho manželka si z předmanželských aktivit své dcery nic nedělá a naopak manžela vyhazuje, aby se venku uklidnil. Pak přivádí Suschen a kadet, kteří se ukrývali ve vedlejší místnosti, a připomíná jim, že když mají matčinu blahosklonnou podporu, nemusí se před otcem draze ukrývat v jiných domech. Jakmile kadet získá svolení svého strýce hejtmana, nebude jejich svazku nic v cestě (tercet Niun ich will mich nicht beklagen).
(2. obraz – Barončín pokoj) Baronka vysvětluje otci, že její sokyní v lásce je koželuhova neteř, Je v tom však nevinně a hejtman se na ni nesmí zlobit – ani na svého zetě, kterého má baronka stále ráda. Dojatý otec jí slibuje, že se bude mírnit (árie Ruhig, Linchen, weine nicht). O samotě pak baronka přemítá, co se za tak krátký čas od svatby změnilo, ale nekledá na mysli a věří, že k sobě s manželem opět najdou cestu (recitativ a árie Ach – es war eine kurze Zeit meines Glückes … Meiden will er mich, nicht sehen!).
Papillion se k baronce vrací a stěžuje si, že mu spadl na hlavu květináč. Znovu jí vyznává lásku. Když jí klečí u nohou, nachází je baron a jízlivě manželce říká, že se zjevně i bez něho dokáže zabavit. Papillion, kterému se dnes nic nedaří, se raději klidí (árie Hélas, wie sehr bin ich geplagt). Baronku manželovy nespravedlivé výčitky doženou k slzám a baronovi se začínají navracet city k ní (árie Meine Gattin liebe ich neuer).
(3. obraz – Ulice) Pfriem radí sousedovi Bürgerovi, aby nenutil neteř do sňatku pro peníze – vždyť má peněz už tak dost. Bürger slibuje, že se rozmyslí. Přijde rozzlobený Kneipp a dožaduje se po Pfriemovi splacení dluhu za ševcovský materiál. Za Pfriema však dluh splatí Bürger. Kneipp není spokojen a vyčítá Pfriemovi jeho kuplířství. Pfriem se hájí tím, že pomáhá jen párům, které patří k sobě.
(4. obraz – Barončin pokoj) Baronka přivádí Sophii oblečenou v kadetském stejnokroji; pokud se dívka bude vydávat za hejtmanova synovce, dokud si to baronka nevyřídí se svým manželem, dopomůže Sophii ke sňatku s milovaným Fritzem. Sophie souhlasí. – Hejtman von Hocheck zapřede rozhovor se svým údajným synovcem (kterého neviděl od jeho chlapeckých let), vyptává se ho na vojenské zkušenosti a je spokojen, ba i s tím, že se „kadet“ ve službě zjevně naučil česky. Poté zůstane baronka se Sophií sama, a když Friedrich ohlásí barona, zahrají mezi sebou obě ženy intimní scénu, načež Sophie prchne do kabinetu. Baron zuří; jeho žárlivost je pro baronku důkazem, že ji má dosud rád. Přes hejtmanovy protesty se baron dobývá do kabinetu, kam se ukryl domnělý hejtmanův synovec – ale z kabinetu vyjde Sophie v ženských šatech a s (českými) slovy „ já jsem ta holka židovská z Prahy“. Vysvětlí baronovi i hejtmanovi svůj převlek (árie Der Bolz, der wäre nun verschossen) a odejde. Baron uznává nerad svou porážku – i když kuje na odplatu zkoušku lásky pro svou choť – a hejtman se cítí zahanben, že ho předtím přemohla pouhá žena.
(5. obraz – Ulice) Kaspar na cestě potkává Fritze, kterému k jeho údivu sděluje jednak to, že si bude brát jeho sestru, a jednak to, že Sophie je v domě záletného barona. Fritz ihned dojde k závěru, že ho Sophie podvádí (recitativ a árie Das deine Liebe? … O Sophie! kann ichs denken?). Cechmistr Kneipp a příštipkář Pfriem se od Kaspara dozvědí, kdo poslal ony zaměněné dopisy, a vydávají se vyřídit si to oba s komorníkem Friedrichem, V patách je jim Judith, jež v mužových pletkách s baronovou domácností tuší čertovinu.
(6. obraz – Barončin pokoj) Při čekání na baronku se Pfriem setkává s Papillionem a hejtman; ti dva se dosud nevzpamatovali z toho, že domnělý kadet byla Sophie. Baronka přivádí Sophii s Bürgerem, kterého se jí za pouhých 1000 zlatých podařilo přesvědčit, aby vrátil slovo Arménovi a povolil neteři vzít si Fritze. Mistr Kneipp a jeho žena Brigitta se stále sváří o dceřinu známost, Fritz zase žárlí na Sophii, byť mu všichni ukazují, že jeho žárlivost je bezdůvodná. Když se uklidní i hádka mezi Pfriemem a Judith, vstoupí Armén, dožaduje se Sophiiny ruky a nechce se smířit s vysvětlením, že se již věci mají jinak. Ozve se výstřel; vbíhá Friedrich a tvrdí, že se baron zabil. Baronka omdlí, a když ji vzkřísí, chce se probodnout Arménovým nožem. Armén jí v tom zabrání a sundá převlek; je to baron a chtěl se takto přesvědčit, že ho má jeho žena ráda. Urozený pár slaví smíření a ostatní se těší na svatbu Fritze se Sophií (finále Ist Bürger noch nicht hier … Nach so vielen trüben Tagen).